# Qoelet
Il Qoelet (anche Qoèlet o Qohelet) o Ecclesiaste (in ebraico קהלת‎, "radunante", dallo pseudonimo dell'autore; in greco Ἐκκλησιαστής, Ekklesiastès, "radunante", in latino Ecclesiastes o Qoelet), è un testo contenuto nella Bibbia ebraica (Tanakh) e cristiana.
È scritto in ebraico (con diversi aramaicismi) e la sua redazione è avvenuta in Giudea nel V o III secolo a.C. ad opera di un autore ignoto che afferma di essere il Re Salomone, perché in quel periodo si era soliti attribuire opere a personaggi storici considerati sapienti. Lo stesso artificio è stato adoperato dal Libro della Sapienza scritto nel I secolo a.C.
Qoelet è composto di 12 capitoli contenenti varie meditazioni sapienziali sulla vita, molte delle quali caratterizzate da un tenore pessimistico o di rassegnazione.

## Etimologia

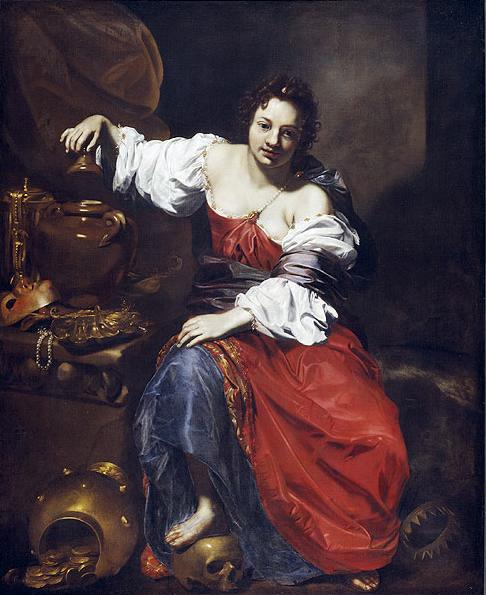
Allegoria della Vanità, Nicolas Régnier.

L'etimologia del termine ebraico Qohèlet deriva dal participio presente femminile del verbo qahal, che significa convocare, adunare, "radunare in assemblea". Letteralmente dovremmo tradurre Qohèlet, participio presente femminile, con l'animante, nel senso di colei che anima il discorso, l'animatrice.
La desinenza femminile può indicare il genere, ma anche una funzione; poiché i verbi collegati a Qohèlet sono nella forma maschile, si tratta di un attributo che è diventato, in seguito, nome proprio.
I Greci tradussero questa parola con il termine Ekklesiastès - traduzione greca dei Settanta che ha reso l'ebraico "qahal" (assemblea) con l'equivalente greco "Ekklesia". "Ekklesiastès" significa dunque "colui che parla o che partecipa all'assemblea", senza nessun collegamento alla terminologia cristiana.
Tuttavia, Plutarco usò questo termine in modo duplice per indicare l'atteggiamento di Qohèlet sia quando si pone da solo i quesiti in qualità di maestro (concionator), sia quando si risponde in qualità di spettatore.

## Contenuto
Nel Qoelet viene esposto, in forma dialettica, un contraddittorio tra il bene e il male. La riflessione ruota intorno a due interrogativi, ovvero a cosa serva fare il bene e a cosa serva fare il male. Se la morte è l'unica conclusione della vita, allora tutto sembra vano. Qoelet allora suggerisce: "Abbi fiducia nel Padre e segui le sue indicazioni". È qui che si legge la famosa frase Vanitas vanitatum (vanità delle vanità), significando che tutto non è altro che cosa vana, fatua.

## Fatti scientifici
Uno dei passaggi che si riferiscono al ciclo dell'acqua è Qoelet 1:7, che dice: "Tutti i fiumi nel mare e il mare non è più nel fiume; da dove scorrono i fiumi, tutti nella nuvola". Qoelet 11:3 cita più chiaramente il ciclo idrologico: "Quando le nuvole sono molto giovani, cadrà sulla montagna". È importante ricordare che il ciclo idrologico fu scoperto e compreso solo nel diciassettesimo secolo.
Lo stesso ciclo è descritto nel libro biblico di Amos.
Il libro di Qoelet cita anche le leggi meteorologiche, che spiegano il movimento del vento attraverso la collina: "Il vento stava arrivando e girando verso nord; continuamente gli avvolgimenti e gli avvolgimenti, facendo i suoi circuiti" (Qoelet 1:6).

## IlQoeletnelle arti e nella cultura di massa
I versetti 3:1-8 del Qoelet, nella traduzione della Bibbia di Re Giacomo, sono stati usati dal cantante folk statunitense Pete Seeger per comporre negli anni cinquanta la canzone Turn! Turn! Turn!.
La famosa espressione "Vanitas Vanitatum" ispirò a Robert Schumann la composizione del primo dei 5 Pezzi in Stile Popolare op. 102 per violoncello e pianoforte. I testi degli ultimi quattro Lieder (Vier ernste Gesaenge op. 121, del 1896) del grande compositore tedesco Johannes Brahms (1833-1896) sono tratti dall'Ecclesiaste. Inoltre viene ripresa da Petrarca nel suo sonetto Voi ch' ascoltate in rime sparse il suono, prima poesia del Canzoniere, nella sua forma completa "Vanitas Vanitatum et omnia vanitas", tradotta in italiano volgare.
Anche il cantautore italiano Angelo Branduardi ha preso ispirazione dalle prime parole del Qoelet per la sua canzone Vanità di Vanità, contenuta nell'album State buoni se potete del 1983, e colonna sonora dell'omonimo film.
Nel romanzo Q di Luther Blissett agisce un misterioso personaggio chiamato Qoèlet, la cui sigla come firma dà il nome al romanzo.
Il romanzo russo di fantascienza Lunedì inizia sabato dei fratelli Strugatskij (1965) è suddiviso in tre parti intitolate rispettivamente Trambusto intorno al divano, Trambusto dei trambusti e Ogni genere di trambusto. Trattasi di un gioco di parole in quanto gli autori utilizzano l'ambiguità della parola russa суета (sueta) che può significare sia trambusto che vanità/vacuità. È proprio questo il termine che viene utilizzato nei codici slavi della Bibbia.
Nel film The Zero Theorem - Tutto è vanità (2013), diretto da Terry Gilliam, il nome del protagonista Qohen Leth è un chiaro riferimento al Qoelet. Il film invita gli spettatori a considerare le antiche questioni poste dall'Ecclesiaste attraverso le lenti delle preoccupazioni contemporanee riguardanti la tecnologia, l'isolamento e il senso stesso dell'esistenza.

### Secondo Voltaire
Voltaire, alla voce Salomone del suo Dizionario filosofico, parla in questi termini dell'Ecclesiaste: 
(Voltaire, Salomone, in Dictionnaire philosophique)
Il giudizio di Voltaire, circa l'inserimento del Qohelet nel canone testamentario, ebraico e poi cristiano, non considera tuttavia che vi sono diversi altri libri apocrifi che viceversa non vi rientrarono, ad esempio il cosiddetto Testamento di Giobbe o l'Apocalisse di Elia.